# Crystal Lewis
Crystal Lewis (11 de septiembre de 1969; Norco, California, Estados Unidos) es una cantante y compositora estadounidense.

## Infancia y juventud
Nació en 1969, en Corona (California). En 1984, a la edad de 15 años, Lewis realizó la prueba para un musical de jóvenes llamado Hi Tops, escrito y producido por Ernie y Debbie Retino; creadores de Psalty, the Songing Song Book. Lewis pasó la audición, capacitada para ir al estudio y participar en el Soundtrack, grabando con el resto de los miembros del casting.
Mientras trabajaba en el musical, Lewis conoció a un integrante de la banda de rockabilly, The Lifters y llegó a ser amiga de los miembros de esta banda que le pidieron unirse a ellos. Pronto, la banda cambió su nombre por "Wild Blue Yonder".a través de su asociación. Los Wild Blue Yonder estuvieron juntos por dos años y grabaron solo un álbum larga duración, producido por Daniel Amos, para Frontline Records. en 1986. Ella, además cantó en el álbum Fearfull Symmetry, en 1986. Después de que Wild Blue Yonder se desbandó, Frontline ofreció a Lewis un contrato de grabación a la edad de 17 años.

## Éxitos
La recopilación More fue comercializada en 2001. Un segundo proyecto More-Liv grabado en vivo en el Sun Theater de Anaheim, California, el 17 de noviembre de 2001, fue lanzado en 2002, junto con otra colección de himnos, Holy, Holy, Holy. See fue grabado y lanzado en 2005, y el proyecto de niños, Joyfull Noise fue lanzado en 2006.
El EP de Navidad Peace on Earth  (Paz en la Tierra) fue lanzado a través de iTunes, en 2009. Otro disco de Navidad, Home for the Holidays, apareció el año siguiente. Plain and Simple (Simple y Sencillo) fue lanzado el 7 de junio de 2011. Al año siguiente, Lewis, junto con Angie Stone y Yolanda Adams, rindió homenaje a Whitney Houston en los Premios Dove de 2012. Ese mismo año, Crystal Lewis grabó la canción I Knew You Were Waiting (For Me), con Michael English para el disco Some People Change.

## Discografía
- 1986: wild blue yonder
- 1987: Beyond the Charade
- 1988: Joy
- 1990: Let Love In
- 1991: Remember
- 1991: Recuerda (Versión en español de Remember)
- 1992: Remember reissue
- 1992: Recuerda reissue (Versión en español de Remember)
- 1993: The Bride
- 1993: La Esposa (Versión en español de The Bride)
- 1994: The Remix Collection
- 1995: Hymns: My Life
- 1995: Himnos De Mi Vida (Versión en español de Hymns: My Life)
- 1995: Crystal Lewis: Greatest Hits
- 1996: Beauty for Ashes
- 1996: La Belleza De La Cruz (Versión en español de Beauty for Ashes)
- 1998: Gold
- 1998: Oro (Versión en español de Gold)
- 1999: Live At The Woodlands
- 2000: Fearless
- 2000: La Colección (Algunos de sus éxitos en español)
- 2000: Holiday! a Collection of Christmas Classics
- 2001: More: The Greatest Hits
- 2002: More Live (CD and DVD live recording)
- 2002: Holy, Holy, Holy
- 2003: Santo, Santo, Santo (Versión en español de Holy, Holy, Holy)
- 2005: See
- 2006: Joyful Noise (Songs for Kids!)
- 2010: Home for the Holidays
- 2011: Plain and Simple[2]
- 2014: 25: Greatest Hits
- 2015: Crystal Lewis
- 2017: Suéltalo (Versión en español de Crystal Lewis)
- 2019: Rhapsody
- 2022: Together We Can